# 脇坂安斐
脇坂 安斐（わきさか やすあや）は、江戸時代後期の大名。播磨国龍野藩10代（最後）の藩主。龍野藩脇坂家12代。維新後知藩事・子爵。

## 生涯
天保10年（1839年）11月27日、伊勢国津藩11代藩主・藤堂高猷の四男として誕生した。龍野藩9代藩主・脇坂安宅の実子の寿之助（後の安煕）が幼少のため、安政5年（1858年）6月に安宅の養子となり、文久2年（1862年）4月22日の安宅の隠居に伴い家督を継いだ。
脇坂家は譜代大名であったため、安斐は佐幕派として摂津国の海防警備を務め、元治元年（1864年）の第一次長州征討、慶応2年（1866年）の第二次長州征討にも幕府軍の一員として参加したが、長州征伐には消極的だったとされ、第2次長州征伐では安斐の病気を理由に出兵を辞退している。慶応4年（1868年）の戊辰戦争では新政府軍に恭順して、新政府に抵抗した姫路藩の攻撃や会津戦争に参加した。
明治2年（1869年）6月、版籍奉還により龍野藩知事に任じられ、その後は藩の職制改革などに努めたが、明治4年（1871年）7月の廃藩置県で知藩事を免職された。明治17年（1884年）、華族令により子爵に叙された。明治41年（1908年）2月27日に死去した。享年70。

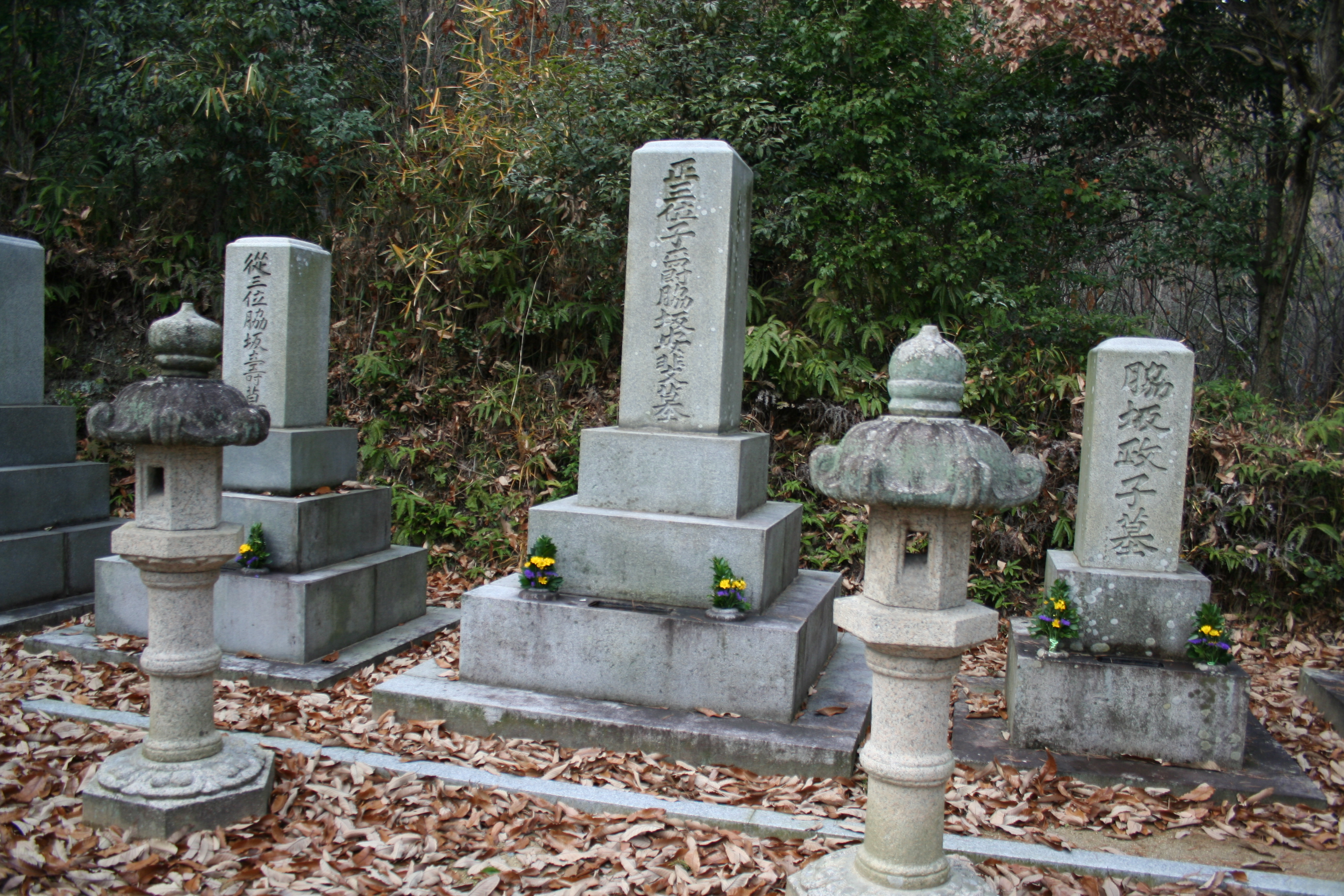
安斐の墓（小宅寺）

| 日本の爵位 | 日本の爵位                              | 日本の爵位               |
| ---------- | --------------------------------------- | ------------------------ |
| 先代 叙爵  | 子爵 （龍野）脇坂家初代 1884年 - 1908年 | 次代 脇坂安煕 （脇坂寿） |